# J. D. Vance
Pour les articles homonymes, voir Vance.
James David Vance, dit J. D. Vance, né James Donald Bowman le 2 août 1984 à Middletown (Ohio), est un avocat, capital-risqueur, écrivain et homme d'État américain.
Membre du Parti républicain, il devient le 20 janvier 2025 le 50e vice-président des États-Unis.
Issu d'une famille minée par la pauvreté et la toxicomanie vivant dans la Rust Belt, il est d'abord militaire dans les Marines puis avocat et homme d'affaires. En 2016, il se fait connaître par son autobiographie Hillbilly Élégie. Avec ce récit sur l'Amérique blanche déclassée, Vance attire l'attention de la presse lors de l'élection présidentielle de 2016. Succès d'édition, le livre est adapté quatre ans plus tard au cinéma par Ron Howard, et distribué en français sous le titre Une ode américaine.
Financé par le milliardaire Peter Thiel, Vance entre en politique en 2021. Après avoir été un opposant virulent à Donald Trump, il s'en rapproche progressivement et obtient son soutien pour se faire élire sénateur de l'Ohio en 2022. Durant son mandat sénatorial, Vance est décrit comme néoréactionnaire, conservateur nationaliste radicalisé et d'extrême droite, à la tête de l'aile populiste-nationale du parti. Il promeut des politiques très conservatrices, notamment sur la famille, et revendique l'influence de la théologie catholique sur ses opinions politiques et sociales. Vance est éloigné de l'orthodoxie économique républicaine dominante à propos des impôts, du salaire minimum, de la syndicalisation, des droits de douane et du droit de la concurrence. En matière de politique internationale, il s'oppose fortement à l'aide militaire américaine à l'Ukraine.
Pour sa troisième campagne présidentielle, l'ancien président Donald Trump le choisit en juillet 2024 comme colistier, et ainsi candidat républicain à la vice-présidence, en vue de l'élection de 2024 dont les deux hommes sortent victorieux.

## Biographie

### Origines et vie familiale
J. D. Vance naît sous le nom de James Donald Bowman le 2 août 1984 à Middletown, dans l'Ohio. Il est le fils de Donald Ray Bowman et de Beverly Carol Vance,. Il grandit dans une famille modeste, de tendance conservatrice et de confession évangélique, où ses grands-parents maternels jouent un rôle éducatif prépondérant dans ses jeunes années.
Après le divorce de ses parents, il vit une enfance instable (qu'il relate dans son autobiographie) au cours de laquelle il est adopté à l'âge de 6 ans par le troisième mari de sa mère, Bob Hamel, abandonnant de ce fait le nom de famille de son père biologique, Bowman, et est appelé « J. D. » dès lors par tous,. Sa mère change également le second prénom de J.D., commun avec celui de son père biologique, Donald, pour celui de David (le prénom de l'oncle maternel de J. D.), le but étant de conserver le « D. » et donc les initiales « J. D. » au terme de ce premier changement. C'est en 2013 que le jeune homme adopte son nom de famille définitif, Vance, le nom de sa famille maternelle, qui est ainsi le troisième patronyme qu'il porte.
En 2014, il épouse Usha Chilukuri, avocate américaine d'origine indienne, qu'il a rencontrée pendant sa formation à Yale trois ans plus tôt. Le mariage est célébré selon un rite mixte, la jeune femme étant de religion hindouiste. Le couple a trois enfants. Bien qu'il ait grandi dans une tradition évangélique, J. D. Vance déclare en 2016 ne pratiquer ni ne se reconnaître dans aucune branche particulière de la religion chrétienne. En 2019, il se convertit au catholicisme. Ayant choisi Augustin d'Hippone comme saint patron de sa confirmation, Vance déclare : « Je suis devenu persuadé au fil du temps que le catholicisme était vrai […] et Augustin m'a donné un moyen de comprendre la foi chrétienne d'une manière fortement intellectuelle. » Il ajoute que ses idées politiques sont inspirées par la théologie catholique,.

### Formation
Après un diplôme d'études secondaires dans sa ville natale (Middletown, Ohio), et un passage de cinq ans comme « chargé de communication » chez les US Marines (de 2003 à 2007), J. D. Hamel fréquente l'université d'État de l'Ohio, où il obtient un Bachelor of Arts en sciences politiques et philosophie en 2009.
Il obtient ensuite un Juris Doctor à la faculté de droit de l'université Yale en 2013.

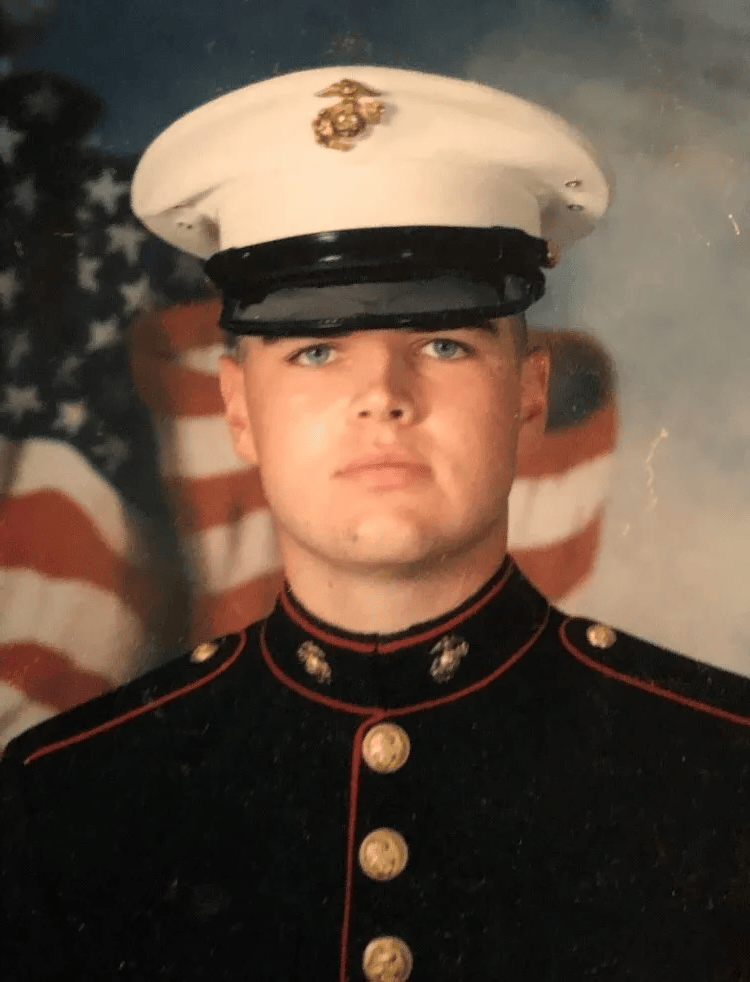
Portrait du soldat J. D. Hamel, en 2003.

### US Marine
J. D. Hamel sert dans le Corps des marines de 2003 à 2007, notamment en Irak comme correspondant de guerre durant six mois fin 2005. Là, il est affecté à la « section des affaires publiques » de la 2nd Marine Aircraft Wing. Cette période est selon lui « déterminante dans sa vie », car il y aurait acquis le sens du devoir (« sense of purpose »).

### Carrière juridique et financière

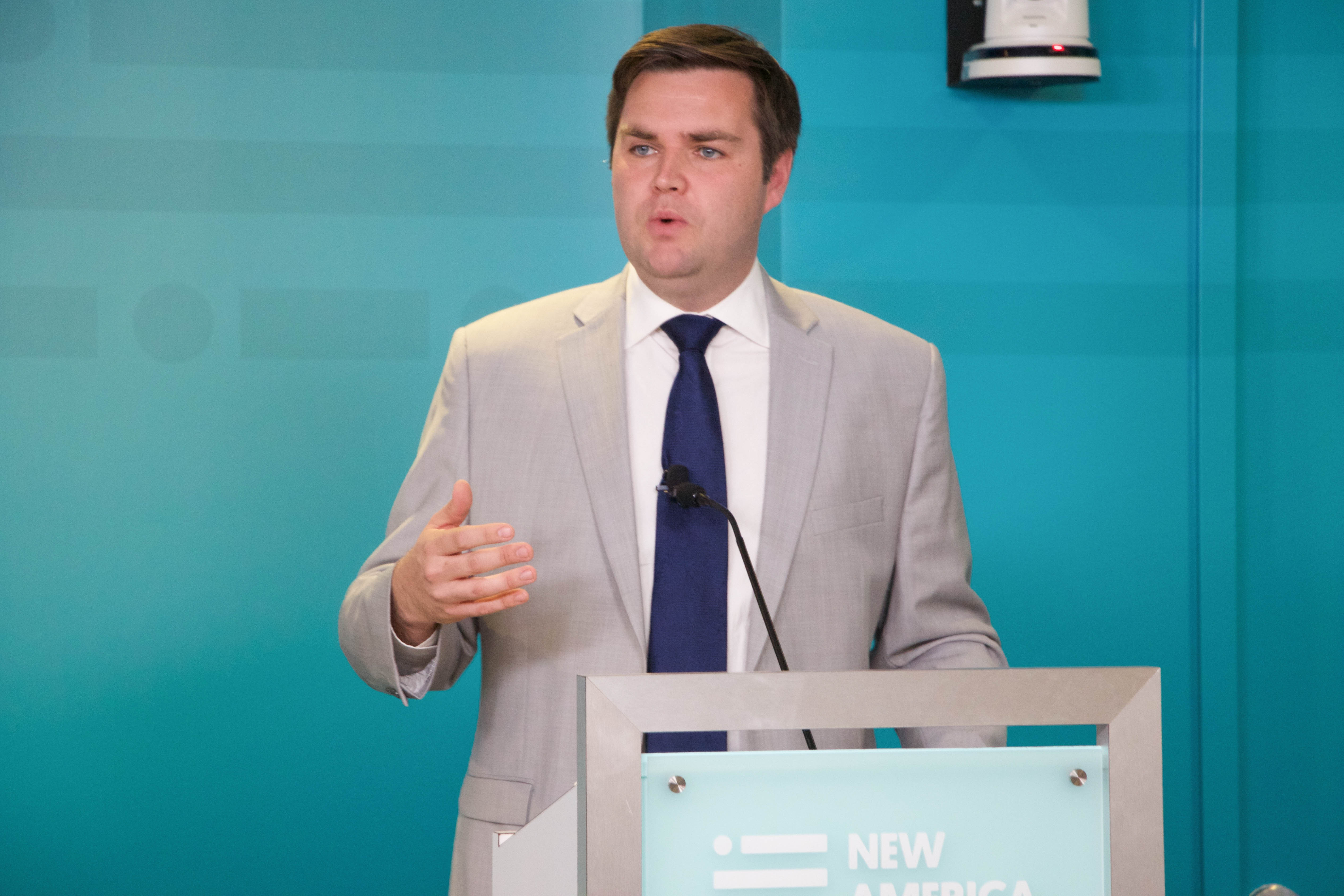
Vance lors d'une conférence en 2017, évoquant la sécurisation du rêve américain pour les enfants.

J. D. Vance travaille ensuite dans le secteur public, d'abord pour le sénateur républicain John Cornyn, puis un an comme juriste au service du juge David Bunning (au tribunal de district américain du district oriental du Kentucky).
Par la suite, il entre dans le secteur privé au sein du cabinet d'avocats Sidley à Austin (Texas). Après avoir exercé le droit durant un peu moins de deux ans, Vance déménage à San Francisco pour travailler dans l'industrie technologique comme investisseur en capital-risque. De 2016 et 2017, il est directeur de la société Mithril Capital de Peter Thiel.
En 2017, Vance rejoint la société d'investissement Revolution LLC, fondée par Steve Case, le créateur d'AOL. Vance y est chargé d'étendre l'initiative « Rise of the Rest », visant à accroître les investissements dans les zones mal desservies hors de la Silicon Valley et de la ville de New York.
En 2019, Vance co-fonde Narya Capital (société basée à Cincinnati), toujours avec le soutien financier de Peter Thiel, mais aussi avec celui d'Eric Schmidt et de Marc Andreessen. En 2020, il lève 93 millions de dollars pour l'entreprise.
Vance, Peter Thiel et Darren Blanton (ancien conseiller de Trump) investissent aussi ensemble dans Rumble (pour un montant qui n'a pas été révélé, mais présenté comme crucial pour l'avenir de Rumble par Chris Pavlovski, entrepreneur des NTIC fondateur et PDG de Rumble). Rumble est une entreprise canadienne qui a évolué vers les services d'hébergement web et une offre de services dans le cloud, avec notamment une plateforme de vidéos en ligne, alors encore émergente, mais en rapide croissance puisque passée, de septembre 2020 à janvier 2021, de 5 millions de visites mensuelles, à 135 millions, pour revenir à 81 millions en avril 2021. Son algorithme de recommandation, selon Wired, favorise largement la désinformation et les contenus toxiques. Cette plateforme est devenue populaire dans le milieu de la droite politique américaine, au moment où YouTube et les réseaux sociaux des GAFAM commençaient à mieux lutter contre la désinformation et la haine en ligne.

### Publication autobiographique:Hillbilly Élégie
J. D. Vance se fait connaitre aux États-Unis pour son livre Hillbilly Élégie, dans lequel il raconte son éducation, en évoquant les problèmes sociaux de sa ville natale et l'importance selon lui de la pauvreté dans les Appalaches. « Les valeurs des péquenauds [hillbilly en anglais] se répandent largement avec les péquenauds » dit-il ; il raconte notamment comment ses grands-parents ont cassé divers objets dans un drugstore et menacé un employé qui avait dit à leur fils de ne pas jouer avec un jouet exposé : « Si tu dis un mot de plus à mon fils, je te casse la gueule » aurait dit son grand-père.
Ce livre, qui en 2016 et 2017 fait partie de la New York Times Best Seller list, attire l'attention lors de l'élection présidentielle de 2016,, et est vu comme une explication plausible des évolutions de la classe ouvrière blanche, notamment de sa droitisation, « dressant un tableau sombre de la crise industrielle, du mépris de classe à l'égard des ouvriers, de leur abandon par les deux grands partis politiques, convertis au culte du libre-échange » note Le Monde.
Netflix en achète les droits pour une adaptation. Cette dernière, Une ode américaine, est réalisée par Ron Howard avec Amy Adams dans le rôle de sa mère, Glenn Close dans le rôle de Mamaw et Gabriel Basso dans le rôle de Vance ; le film est diffusé en novembre 2020 sur Netflix et dans les salles de cinéma.
Le Washington Post qualifie Vance de « voix de la ceinture de rouille », alors que le journal The New Republic le critique comme « diffamateur blanc préféré des médias libéraux » et « faux prophète de l'Amérique bleue ».
L'économiste William Easterly juge que ce livre est une analyse bâclée qui contribue à la diffusion de stéréotypes sur les élites, les musulmans, les immigrants, les personnes sans diplôme universitaire, les pauvres des Appalaches, etc. ; selon lui, « ces généralisations stupides sur des groupes mal définis ne sont pas seulement fausses, elles sont dangereuses ». Pour lui, cette culpabilisation de sous-groupes sociaux, « façonnée à partir d'analyses bidons et de délectation des stéréotypes, n'est qu'une calomnie. C'est une formule pour un antagonisme constant et cela empoisonne la politique américaine. »
Après le succès de son livre, Vance est un temps contributeur de la chaîne d'information CNN (début 2017).

### Entrée en politique
En décembre 2016, J. D. Vance annonce qu'il va déménager dans l'Ohio, et qu'il envisage d'y créer une organisation à but non lucratif, et/ou de s'y présenter aux prochaines élections.
Dans l'Ohio, le lendemain de l'élection présidentielle de 2016, il lance l'organisation caritative à but non lucratif Our Ohio Renewal, « pour lutter contre de nombreux problèmes avec lesquels il a grandi », : éducation, crise des opioïdes et autres « maux sociaux » tels que mentionnés dans ses Mémoires. Le groupe est finalement auto-dissous après moins de deux ans d'existence et peu de réalisations ; l'agence de presse Associated Press (AP) a recherché ce que l'organisation a produit, trouvant comme réalisation la plus notable l'envoi d'une médecin psychiatre spécialiste de la toxicomanie (Sally Satel) dans la région des Appalaches de l'Ohio pour une résidence d'un an en 2018 ; une action entachée par un conflit d'intérêts entre cette médecin, l'institut qui l'employait (l'American Enterprise Institute ou AEI) et l'entreprise Purdue Pharma, le fabricant de l'OxyContin. Il y a eu des relations entre Satel et Purdue et un soutien financier de Purdue à l'AEI, comme l'a révélé une enquête faite par ProPublica, publiée en 2019. Dans un courriel adressé à AP, Satel a ensuite nié avoir une quelconque relation avec Purdue ou avoir eu connaissance des dons de Purdue à l'AEI.
De son côté, Jamil Jivani, directeur juridique et responsable de la politique de l'association Our Ohio Renewal, expliquera que le travail du groupe a déraillé à cause de son propre diagnostic de cancer,.
Selon E. Lutz (2021), bien qu'avec un style plus mesuré, Vance a aussi capitalisé sur un type de trolling en ligne qui a contribué à alimenter le mouvement politique de Donald Trump.
Lors de la campagne de Vance pour le Sénat américain en 2022, Tim Ryan, le candidat démocrate, déclare que l'organisme de bienfaisance était une façade pour les ambitions politiques de Vance. Pour étayer ses propos, Ryan s'appuie sur des informations montrant que l'organisation de Vance aurait payé un conseiller politique et mené des sondages d'opinion, alors que ses efforts pour lutter contre la dépendance aux opioïdes avaient échoué. Vance récuse cette qualification,. Une enquête, publiée en 2021 par le site Business Insider, révèle que les déclarations de revenus de Our Ohio Renewal montraient qu'au cours de sa première année, l'organisation avait dépensé plus en « services de gestion » fournis par son directeur exécutif (Jai Chabria, qui a également été le principal conseiller politique de Vance), qu'en programmes pour lutter contre l'abus d'opioïdes.

### Sénateur des États-Unis pour l'Ohio

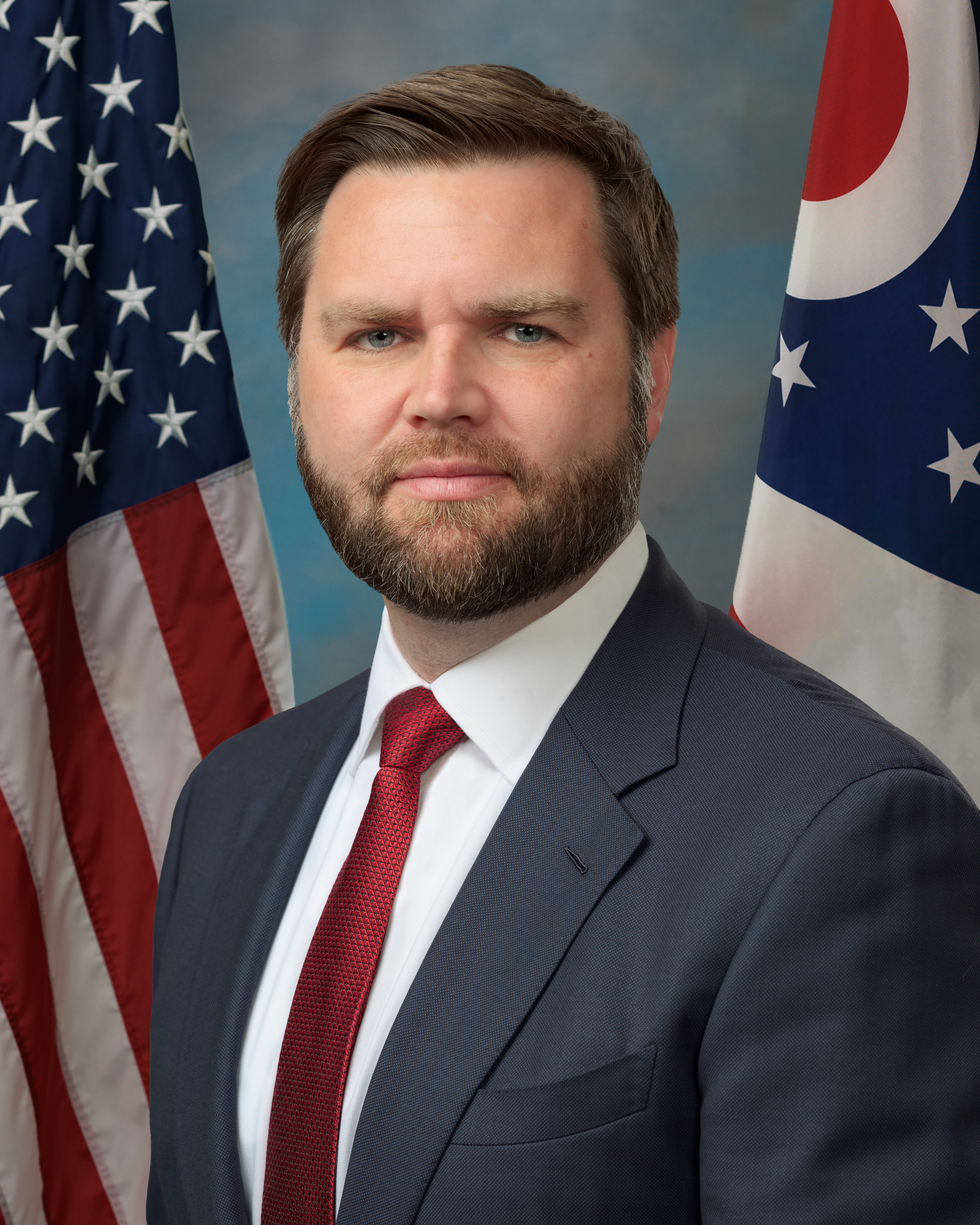
Portrait officiel de J. D. Vance en 2022.

Membre du Parti républicain, J. D. Vance se présente à la primaire en vue des élections sénatoriales de 2022 dans l'Ohio, bénéficiant notamment du soutien de l'ancien président Donald Trump, qu'il défendra ensuite, arguant par exemple en juin 2023 que le procès contre Trump à New York est selon lui une « menace pour la démocratie américaine ». Après sa victoire à la primaire, Trump le qualifie d'« incroyable patriote », tout en affirmant par ailleurs que J.D. Vance lui « léchait le cul » pour bénéficier de son soutien. Cette formule de l'ancien président le met en difficulté, alors que sa récente conversion au trumpisme est déjà jugée opportuniste par ses adversaires.
Vance bénéficie pour sa campagne de soutiens financiers importants, notamment de la part du milliardaire Peter Thiel, qu'il connaît et qui lui apporte 15 millions de dollars, ainsi que de la part d'un comité d'action politique (PAC) contrôlé par Mitch McConnell 28 millions de dollars.
Il est élu sénateur de l'Ohio au Congrès des États-Unis avec 53 % des voix face au démocrate Tim Ryan. Il prend ses fonctions l'année suivante.
En tant que sénateur, ses deux initiatives législatives, portées en partenariat avec des démocrates progressistes sont un projet de loi d'amélioration de la sécurité ferroviaire, rédigé avec le sénateur de l'Ohio Sherrod Brown, et une disposition de récupération des salaires des dirigeants, rédigée avec la sénatrice du Massachusetts Elizabeth Warren. Cependant, aucun des deux projets de loi n'est adopté.

### Candidat républicain à la vice-présidence en 2024

Logo de la campagne présidentielle de 2024 de Donald Trump.

Vance avec Nate Morris en juillet 2024. Homme d'affaires et PDG de Morris Industries ; fondateur et ancien PDG de Rubicon Technologies, Morris est financeur du Parti républicain (GOP).

Dès l'annonce de sa candidature pour l'élection présidentielle, Trump annonce que Mike Pence ne sera pas à nouveau son colistier. En 2024, J. D. Vance est l'un des favoris pour le ticket républicain avec Elise Stefanik, Doug Burgum, Tim Scott, Kristi Noem et Marco Rubio.
Selon le journal The New Republic, plusieurs personnalités des médias et de l'industrie auraient fait pression pour que Vance figure sur la liste présidentielle, notamment Elon Musk, David O. Sacks et Tucker Carlson. Le think tank Heritage Foundation, qui a rédigé le « Projet 2025 » (souvent présenté comme le futur programme de Trump, bien que ce dernier ait nié que ce le soit), plaide également en privé pour que Vance soit désigné comme candidat à la vice-présidence par Trump.
Les deux fils aînés de Trump, Donald Trump, Jr. et Eric Trump, font également pression pour que leur père choisisse Vance comme candidat. Trump Jr. est ami avec Vance depuis la publication de Hillbilly Élégie, et lorsque Trump envisage de choisir l'ancien gouverneur du Dakota du Nord Doug Burgum à ce poste, Trump Jr., selon un agent, aurait déclaré que Burgum n'a rien offert à Trump et à son mouvement et dit qu'il serait « stupide » de le sélectionner.

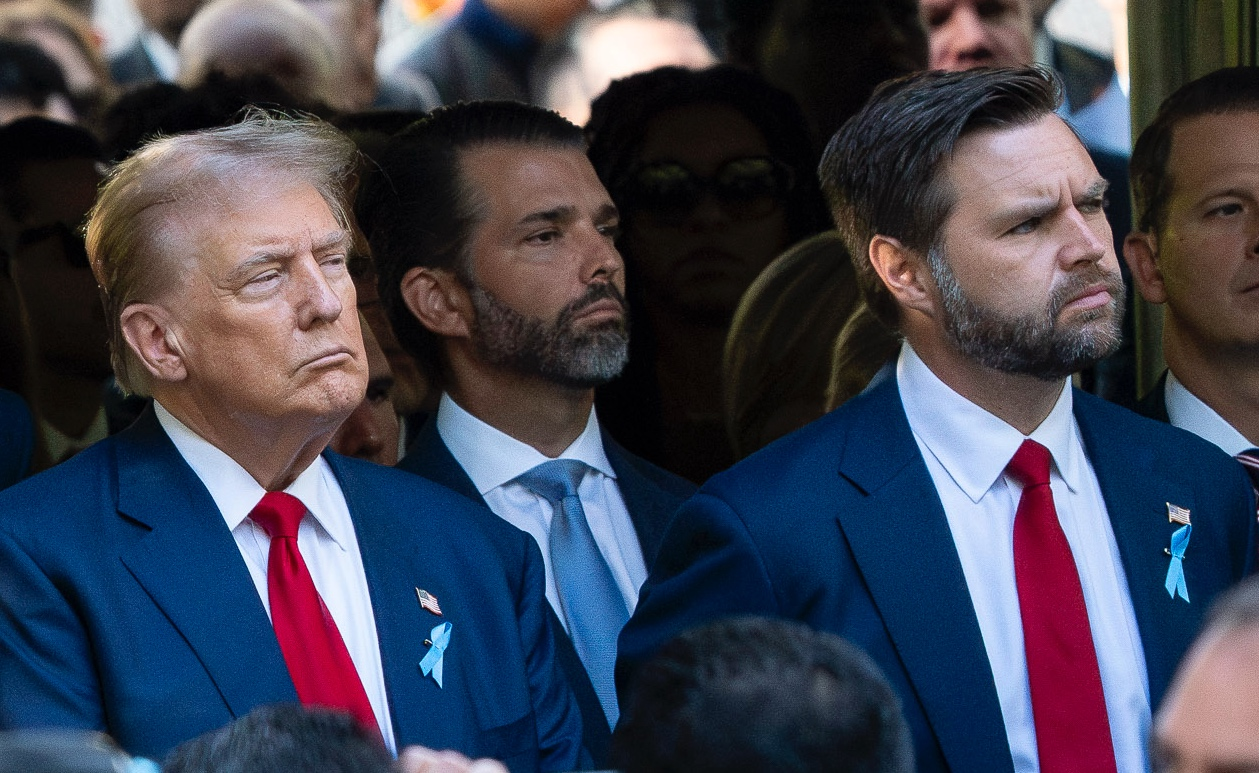
Trump et Vance côte à côte en 2024, lors d'une cérémonie d'hommage aux attentats du 11 septembre 2001.

Lors de la convention nationale du Parti républicain après les primaires présidentielles du parti (15-17 juillet 2024), il est officiellement choisi par Donald Trump comme colistier pour l'élection présidentielle américaine de novembre 2024,,.
Quelques jours après sa désignation, il est visé sur les réseaux sociaux par un mème Internet viral, l'associant à un canapé. Il fait référence à un passage de son livre Hillbilly Élégie dans lequel il décrit une relation sexuelle — fictive — que le personnage aurait eue avec les coussins d'un canapé. L'impact médiatique est augmenté lorsque Associated Press tente de démentir cette déclaration, avant de supprimer l'article, ce qui laisse penser à une partie de l'opinion que cette relation a vraiment eu lieu.
Le 1er octobre 2024, il est confronté au colistier de la candidate démocrate Kamala Harris, le gouverneur du Minnesota Tim Walz, lors d'un débat organisé sur CBS News, à New York. Le débat est globalement jugé comme étant cordial, pacifié et courtois, en contraste avec celui qui opposait Donald Trump à Kamala Harris sur ABC News un mois plus tôt. De l'avis général, la confrontation tourne à l'avantage de J.D. Vance, qui apparaît plus calme et cohérent que son adversaire,.

### Vice-président des États-Unis
Au soir du 5 novembre 2024, Donald Trump compte une large majorité de grands électeurs et le plus grand nombre de suffrages, remportant ainsi l'élection présidentielle face à Kamala Harris. J. D. Vance démissionne de son mandat de sénateur le 10 janvier 2025.

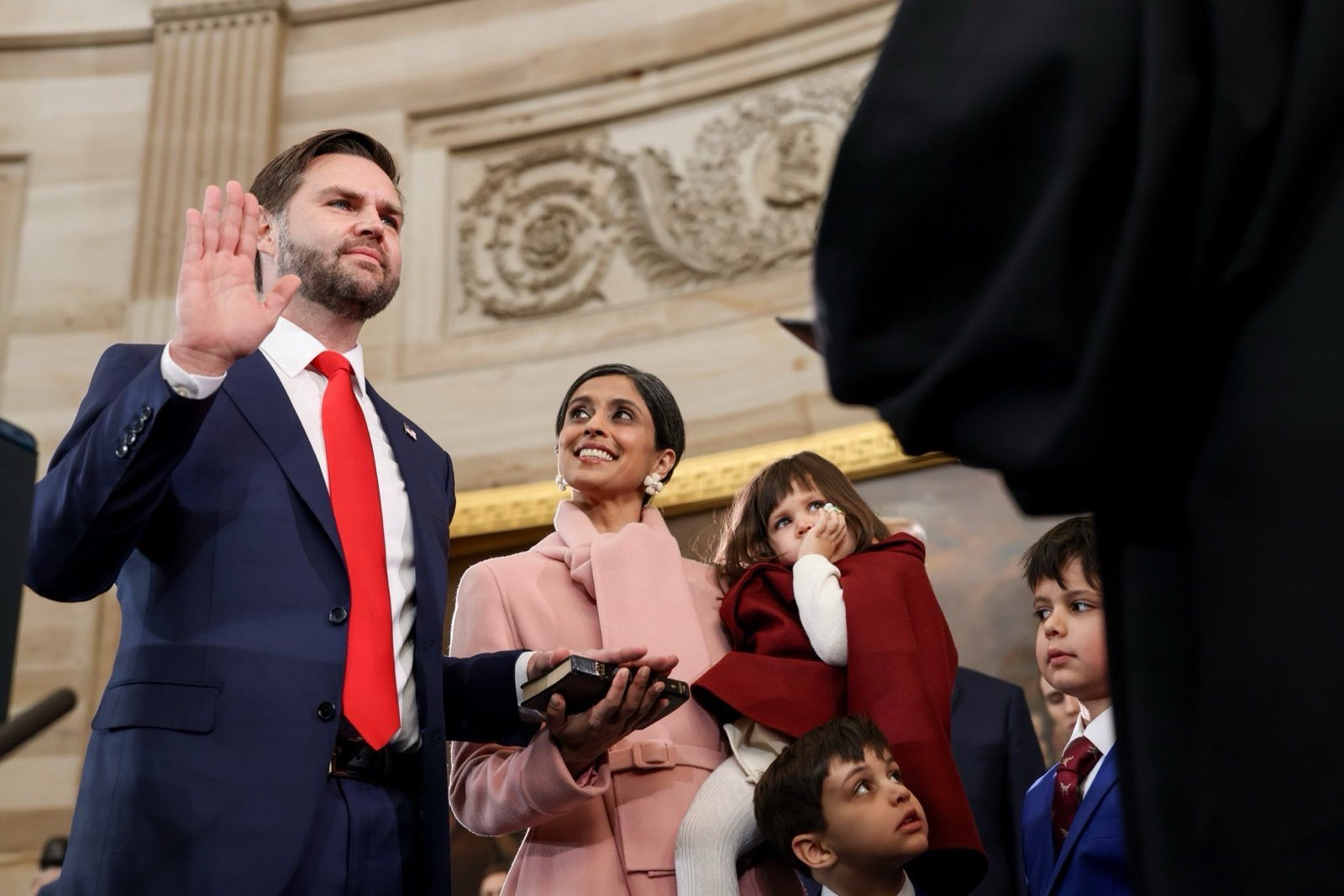
J. D. Vance prêtant serment en tant que nouveau vice-président des États-Unis, le 20 janvier 2025.

Le 20 janvier 2025, lors de l'Inauguration Day, alors que Trump devient le 47e président des États-Unis, Vance prête lui aussi serment au sein de la rotonde du Capitole et devient le 50e vice-président des États-Unis.
Le 14 février 2025, à la conférence de Munich sur la sécurité, J. D. Vance affirme que la menace principale pour l'Europe n'est pas la Chine ou la Russie mais plutôt « l'ennemi de l'intérieur » qu'il désigne comme « les élites européennes dirigeantes déconnectées du réel, favorables à l'immigration et hostiles à la liberté d'expression,,. » Il dénonce notamment l'annulation de la présidentielle en Roumanie, au cours de laquelle le candidat d'extrême droite pro-russe Călin Georgescu est arrivé en tête,,.

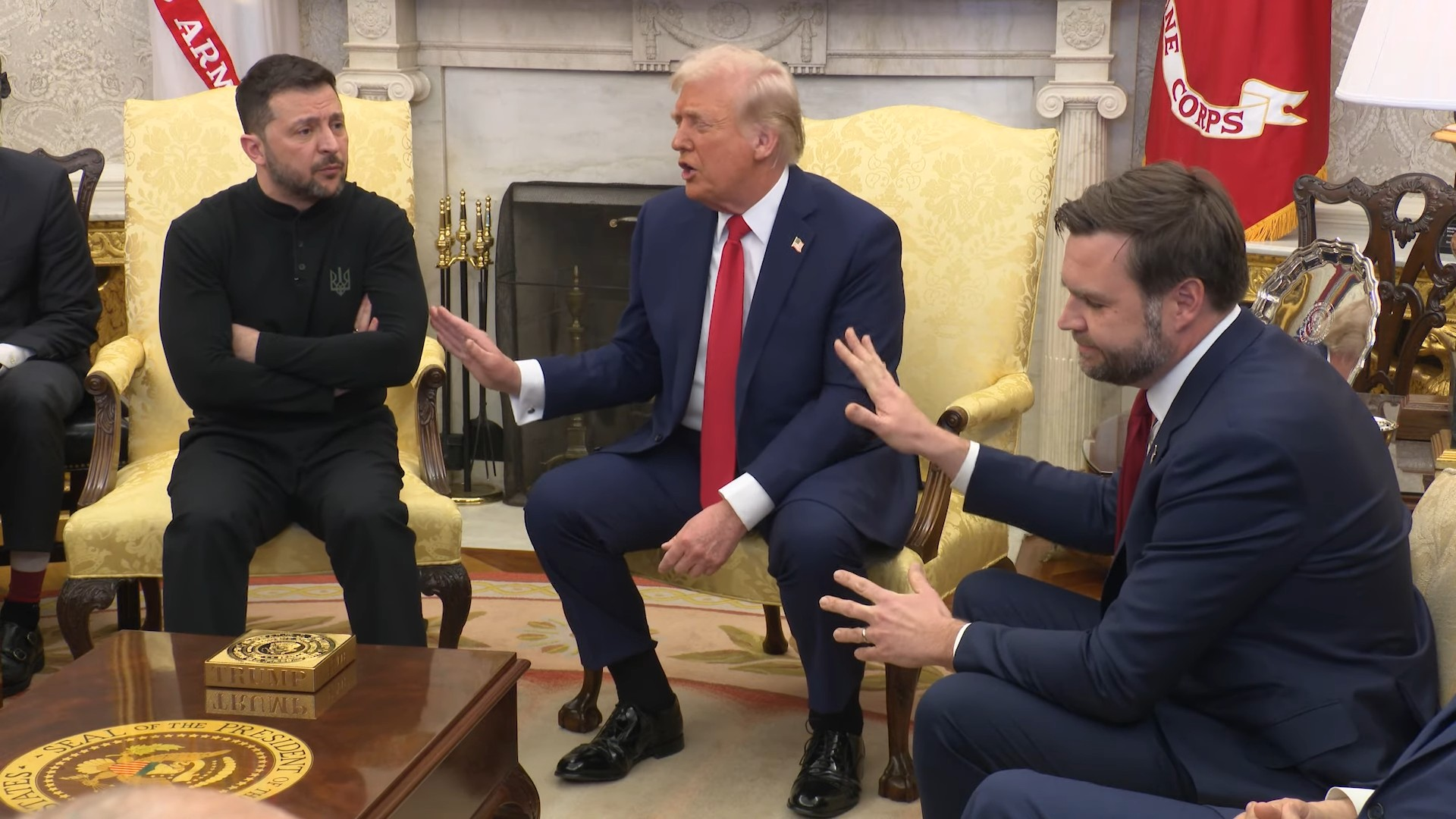
Rencontre entre Donald Trump, J.D. Vance et Volodymyr Zelensky à la Maison-Blanche le 28 février 2025.

Le 28 février 2025, Donald Trump, président des États-Unis, et Volodymyr Zelensky, président de l'Ukraine, participent à une réunion bilatérale télévisée dans le Bureau ovale de la Maison-Blanche à Washington, DC trois ans après les débuts de l'invasion de l'Ukraine par la Russie et quelques semaines après le début de la seconde présidence de Donald Trump. La réunion se termine abruptement sans la signature d'un accord sur les ressources minérales de l'Ukraine,, après que Trump et le vice-président américain J. D. Vance ont critiqué Zelensky, couvrant parfois sa voix et l'interrompant, pendant la réunion. Cet incident marque la première fois dans l'histoire des États-Unis qu'un président en exercice attaque verbalement un chef d'État en visite devant une caméra de cette manière,. L’administration Trump a finalement demandé à Zelensky de partir de la Maison-Blanche, mettant ainsi fin aux négociations.
A la suite de la proposition de Trump pour que les États-Unis achètent le Groenland au Danemark, décrivant la propriété et le contrôle de l'île comme « une nécessité absolue » pour des raisons de sécurité nationale, le vice-président américain s'est rendu au Groenland le 28 mars 2025, malgré le désaccord des dirigeants de ce territoire et du gouvernement danois. Vance a été cantonné à la visite de la base militaire américaine de Pituffik, où il n’a pu s’exprimer que devant des américains. Ses projets de se rendre sur d’autres sites du territoire danois et parler aux Groenlandais ont été annulés.

## Opinions et positions politiques
J. D. Vance insiste notamment lors de sa campagne présidentielle sur la régulation de la frontière avec le Mexique, la protection de la famille et des valeurs civiques, la réduction des dépenses publiques, notamment celles liées à la guerre.
Durant son mandat sénatorial, Vance est décrit comme néoréactionnaire,,, conservateur nationaliste radicalisé et populiste de droite puis « chef de l'aile populiste-nationale du GOP ».
Il cite Curtis Yarvin, Rod Dreher, René Girard, J. R. R. Tolkien et Patrick Deneen, entre autres, comme ses principales sources d'influence politique et religieuse,,.
D'abord conservateur autoproclamé et viscéralement anti-Trump en 2016, il dit hésiter entre deux hypothèses pour le qualifier : soit « un trou du cul cynique comme Nixon », soit un hypothétique « Hitler américain »,. Lors de l'élection présidentielle de 2016, il déclare se résoudre à voter pour la candidate démocrate Hillary Clinton plutôt que pour le milliardaire républicain, avant de finalement voter pour le candidat indépendant Evan McMullin. Tout à fait opposé à la candidature de Trump aux élections de 2016, Vance devient ensuite, en huit ans, l'un de ses fervents partisans, faisant dire à ses critiques qu'« il s'est cyniquement moulé dans l'époque ».
Il se range ensuite derrière Trump, justifiant son jugement antérieur par le fait qu'il aurait « succombé aux mensonges et aux distorsions des médias ». Politico le présente en 2024 comme ayant fait « un virage à 180 degrés », passant d'une position de « critique féroce de Trump » à un « bouledogue substitut de l'ancien président ». Le 15 juillet 2024, deux jours après la tentative d'assassinat de Donald Trump, ce dernier nomme officiellement Vance comme son colistier lors de la convention nationale républicaine de 2024.
Dans le domaine sociétal, il a promu des idées et des politiques très conservatrices sur la famille : il s'oppose notamment au droit à l'avortement y compris en cas de grossesse résultant d'inceste ou de viol ou mettant la vie de la mère en danger, au mariage homosexuel et à la pornographie sur Internet. Il est opposé au caractère « anti-enfants et anti-famille » : il a déjà qualifié en 2021 les femmes sans enfants de « dames à chats sans enfants » et a également déclaré que de ne pas avoir d’enfants s’approchait de la psychopathie et que les parents devraient avoir des droits de vote plus élevés que les non-parents. Il s'est rétracté sur ces deux derniers commentaires, tout en maintenant ses opinions pro-natalistes,,.
J. D. Vance est un adhérent d'un mouvement qui s'est autobaptisé « Lumières obscures »,, : une philosophie réactionnaire, antidémocratique et antiégalitariste. Il est un ami personnel de Curtis Yarvin (qui se fait aussi appeler Mencius Moldbug), le théoricien et créateur de cette école de pensée,, blogueur considérant nécessaire la disparition de la démocratie, selon lui en échec, qu'il souhaite voir remplacée par une sorte de monarchie ou de techno-monarchie, dont la structure serait inspirée de celle de la gouvernance des entreprises, des idées critiquées comme étant un « fascisme voilé »,,.
Interrogé en avril de la même année par le site d'extrême droite The Gateway Pundit (en), J. D. Vance tient des déclarations conspirationnistes au sujet du fentanyl, accusant Joe Biden de vouloir tuer les partisans de Donald Trump en facilitant la diffusion de cette drogue. Il promeut aussi la théorie du grand remplacement,,.
En juillet 2024, après la tentative d'assassinat de Donald Trump, il accuse Biden d'être responsable de cette attaque en raison de sa « rhétorique », avant même que le profil psychologique et les motivations du tireur aient pu être établis.
Le 14 février 2025, à Munich, le vice président J. D. Vance déclare devant un auditoire stupéfait que la plus grande menace qui plane sur l’Europe n’est « ni la Russie ni la Chine », mais « le renoncement à certaines de ses valeurs les plus fondamentales ».

## Publication
- Hillbilly Élégie [« Hillbilly Elegy: A Memoir of a Family and Culture in Crisis »] (trad. de l'anglais par Vincent Raynaud), Paris, Globe, 6 septembre 2017, 288 p. (ISBN 978-2-21123-328-6)